# رشيد عطية
رشيد عطية (31 ديسمبر 1881 - 1956)  هو شاعر وصحفي لبناني مهجري عاش في لبنان ومصر والبرازيل.

## النشأة والمسيرة
ولد رشيد بن شاهين عطية في قرية «سوق الغرب» التي تقع شرقي بيروت. وتعلم القراءة والكتابة باللغتين العربية والإنجليزية ودرس بالكلية الإنجيلية السورية (الآن: الجامعة الأمريكية في بيروت) بداية من عمر الحادية عشرة حين تمكن من اللغتين العربية والإنجليزية والرياضيات والتاريخ الطبيعي والفلسفة الطبيعية ودرس بعضا من اللغتين الفرنسية والتركية وتخرج من الكلية المذكورة بعمر الرابعة عشر. عمل لمدة عامين كاتبا ملازما في دائرة الجزاء الاستئنافية في «بعبدا» التي تتبع انذاك مركز متصرفية لبنان. وعمل بعد ذلك معلما في «مدرسة الثلاثة الأقمار» لمدة عامين بطلب من الجمعية الخيرية الأرثوذكسية. وبعد ذلك طلبت منه الكلية البطريركية للروم الكاثوليك في بيروت العمل مدرسا للجبر وللنحو والبيان لمدة اقتربت من الستة أعوام. وعمل في نفس الوقت محررا في جريدة لسان الحال. وفي 1906 سافر إلى القاهرة وعمل محررا في جريدة المقطم ورجع إلى بيروت في 1908 ليعمل محررا في جريدة «لسان الحال». وهاجر في 1912 إلى البرازيل وأسس مجلة «الروايات العصرية» في ريو دي جانيرو ثم انتقل بعد عام إلى سان باولو حين أسس جريدة «فتى لبنان» في 1913 التي استمرت في الصدور إلى سنة 1940 حين صدر قرار حكومي بمنع إصدار الصحف والمجلات باللغات الأجنبية. ثم عاود إصدارها مجددا في 1946 باسم «برازيل لبنان». ظهرت بعض من قصائده الشعرية في كتاب «أدبنا وأدباؤنا في المهاجر الأمريكية» لجورج صيدح وكتاب «تاريخ الآداب العربية في القرن التاسع عشر والربع الأول من القرن العشرين» للويس شيخو ونشر بعضا من شعره في مجلة «الشرق». التزم بالأوزان العروضية في شعره الذي تمحور حول مواضيع الغزل والحنين إلى الوطن والذي كان انسيابيا ويسيرا وظهرت فيه معرفته الواسعة بالتراث الشعري العربي. أصدر «معجم عطية في العامي والدخيل». ولقب بشيخ الصحافة. وتوفي في 1956 في سان باولو في البرازيل.

## أعماله
- معجم عطية في العامي والدخيل[2]
- مرقاة الإعراب عن قواعد لغة الأعراب
- أقرب الوسائل إلى إنشاء الرسائل
- الدليل إلى مرادف العامي والدخيل[4]

## ببليوغرافيا
- جورج صيدح: أدبنا وأدباؤنا في المهاجر الأمريكية